# Where Angels Fear
Where Angels Fear es una novela original de Rebecca Levene y Simon Winstone de la arqueóloga ficticia Bernice Summerfield. The New Adventures fue un derivado de la serie de televisión británica de ciencia ficción Doctor Who.
Levene había sido editor de New Adventures durante algunos años, siendo Winstone su adjunto y luego su sucesor. Where Angels Fear se entregó a Winstone y establece un arco de la historia que se extiende hasta la última New Adventure, Twilight of the Gods.

## Sinopsis
El planeta natal de Bernice, Dellah, que alguna vez fue un lugar de aprendizaje, está siendo invadido por un nuevo movimiento religioso. Una investigación más detallada revela que las principales potencias del universo están literalmente corriendo atemorizadas por dicho movimiento.
- Datos: Q7993158